# Oświno
Oświno [pronunciación en polaco: /ɔɕˈfinɔ/]  es un pueblo situado en el municipio (gmina) de Chociwel, en el distrito de Stargard, voivodato de Pomerania Occidental, Polonia. Según el censo de 2011, tiene una población de 138 habitantes.
Está situado aproximadamente 9 kilómetros al noreste de Chociwel, 33 kilómetros al noreste de Stargard y 55 kilómetros al este de la capital regional, Szczecin.
Hasta 1945 el pueblo era habitado por alemanes y parte del estado alemán de Prusia. Para conocer más sobre la historia de la región, véase Historia de Pomerania.